# 革喉鰭鯰
革喉鰭鯰，為輻鰭魚綱鯰形目項鰭鯰科的其中一種，為熱帶淡水魚類，分布於南美洲巴西及圭亞那沿岸淡水流域，體長可達18公分，棲息在底層水域，生活習性不明，可做為觀賞魚。

## 扩展阅读
維基物種上的相關：革喉鰭鯰